# Alliance 4EU+
L’Alliance 4EU+ (en anglais 4EU+ European University Alliance) se compose de huit universités européennes : l'Université Charles (Prague, République tchèque), l'Université de Heidelberg (Allemagne), Sorbonne Université (Paris, France), l'Université Paris-Panthéon-Assas (France), l'Université de Copenhague (Danemark), l'Université de Milan (Italie), l'Université de Varsovie (Pologne) et l'Université de Genève (Suisse).

## Historique
L'alliance a été lancée en 2017 par l'Université Charles, avec l'Université de Heidelberg, Sorbonne Université et l'Université de Varsovie ; l'acte fondateur officiel a eu lieu le 10 mars 2018 avec la signature d'une déclaration commune à Paris,. Les universités de Copenhague et de Milan ont rejoint l'alliance en octobre 2018, celle de Genève en août 2022.
Le 28 février 2019, l'Alliance 4EU + et 53 autres alliances universitaires ont soumis une demande de financement dans le cadre de l'appel « Universités européennes » du programme européen Erasmus+,. La demande de financement a été acceptée,.

## Objectifs
L'Alliance 4EU+ se fixe comme objectifs le développement d'une coopération dans les domaines de la formation et de l'enseignement, de la recherche et de l'administration ainsi que le développement d'une infrastructure qui rapproche de manière transparente les étudiants, les enseignants, les chercheurs et le personnel administratif.
Quatre programmes phares multidisciplinaires ont été adoptés :
- Changement sanitaire et démographique dans l'environnement urbain ;
- « L'Europe dans un monde en mutation » : comprendre et impliquer les sociétés, les économies, les cultures et les langues ;
- Transformer la science et la société grâce aux progrès des technologies de l'information et de la communication ;
- Biodiversité et développement durable.

## Membres de l'alliance
Les membres de l'alliance sont des universités publiques de six pays européens, dans quatre régions pour lesquelles des stratégies macrorégionales de l'Union européenne ont été adoptées (région Adriatique-Ionienne, région alpine, région de la mer Baltique, région du Danube) :
- Allemagne : Université de Heidelberg, en allemand : Universität Heidelberg,
- Danemark : Université de Copenhague, en danois : Københavns Universitet,
- France : Sorbonne Université, Paris,
- France : Université Paris-Panthéon-Assas, Paris,
- Italie : Université de Milan, en italien : Università degli Studi di Milano,
- Pologne : Université de Varsovie, en polonais : Uniwersytet Warszawski,
- Tchéquie : Université Charles, en tchèque : Univerzita Karlova,
- Suisse : Université de Genève, Suisse, depuis le 1er août 2022.